# Cataulacus lujae
Cataulacus lujae es una especie de hormiga del género Cataulacus, tribu Crematogastrini, familia Formicidae. Fue descrita científicamente por Forel en 1911.
Se distribuye por Camerún, República Democrática del Congo, Kenia, Liberia, Nigeria, Uganda y Zimbabue. Se ha encontrado a elevaciones de hasta 1600 metros. Habita en selvas tropicales, parques y jardines.